# Ьо
ьо — диграф, що використовується в кирилиці. Складається з двох окремих кириличних букв ь і о. Вживається у болгарській та українській мовах.

## Звуки
- /ʲɔ/ — огублений голосний заднього ряду низько-середнього підняття перед пом'якшеним приголосним.
- /ʲo/ — огублений голосний заднього ряду високо-середнього підняття перед пом'якшеним приголосним.

## Українська
В українській мові диграф ьо позначає звук [о] і м'якість попереднього приголосного — /ʲɔ/. Запроваджений 1837 року в правописі часопису «Русалка Днѣстровая».
Диграф ьо пишеться в середині слова:
- 1. після приголосного для позначення його м'якості перед о[1].
Наприклад: всього, Ковальов, Линьов, льон, сьогодні, сьомий, трьох, цього[1].
- 2. після м'яких приголосних для позначення російського ё /jɵ/ в російських власних назвах[2].
Наприклад: Алфьоров, Верьовкін, Дьорнов, Корольов, Новосьолов, Семьоркін, Тьоркін[2], мис Дежньова, річка Оленьок[3].
- 3. після м'яких приголосних для позначення польського io в польських прізвищах[4].
Наприклад: Аньолек, Генсьорський, Козьолецький[4].